# I liga polska w hokeju na lodzie (1972/1973)
18. sezon I ligi polskiej w hokeju na lodzie rozegrany został na przełomie 1972 i 1973 roku. Był to 37 sezon rozgrywek o Mistrzostwo Polski w hokeju na lodzie. 
Sezon zainaugurowano 28 września 1972.
Mistrzem Polski został zespół Podhala Nowy Targ. Był to 5 tytuł mistrzowski w historii klubu.
Nagrodę „Złoty Kija” za sezon otrzymał Walery Kosyl (ŁKS).

## Tabela
| Lp. | Zespół            | M  | Pkt | W  | R | P  | G+  | G−  | +/−  |
| --- | ----------------- | -- | --- | -- | - | -- | --- | --- | ---- |
| 1   | Podhale Nowy Targ | 36 | 55  | 27 | 1 | 8  | 234 | 117 | +117 |
| 2   | Naprzód Janów     | 36 | 51  | 24 | 3 | 9  | 199 | 113 | +86  |
| 3   | Baildon Katowice  | 36 | 49  | 22 | 5 | 9  | 174 | 114 | +60  |
| 4   | ŁKS Łódź          | 36 | 47  | 21 | 5 | 10 | 141 | 77  | +64  |
| 5   | GKS Katowice      | 36 | 39  | 16 | 7 | 13 | 160 | 116 | +44  |
| 6   | Polonia Bydgoszcz | 36 | 32  | 14 | 4 | 18 | 145 | 188 | -43  |
| 7   | Pomorzanin Toruń  | 36 | 30  | 14 | 2 | 20 | 136 | 165 | -29  |
| 8   | GKS Tychy         | 36 | 27  | 12 | 3 | 21 | 95  | 145 | -50  |
| 9   | KTH Krynica       | 36 | 16  | 8  | 0 | 28 | 124 | 289 | -65  |
| 10  | Legia Warszawa    | 36 | 14  | 7  | 0 | 29 | 121 | 196 | -75  |

## Skład Mistrza Polski
Podhale Nowy Targ: Stanisław Bizub, Tadeusz Słowakiewicz, Franciszek Klocek, Łukasz Rusinowicz, Stanisław Fryźlewicz, Jan Bizub, Andrzej Słowakiewicz, Kudasik, Tadeusz Kacik, Józef Słowakiewicz, Walenty Ziętara, Stefan Chowaniec, Mieczysław Jaskierski, Józef Batkiewicz, Jan Mrugała, Witold Pysz, Leszek Kokoszka, Andrzej Rokicki, Józef Stryczek